# Castel San Pietro Terme
Castel San Pietro Terme (Castèl San Pîr in dialetto bolognese orientale; già Castel San Pietro dell'Emilia fino al 1959) è un comune italiano di 20 628 abitanti della città metropolitana di Bologna in Emilia-Romagna. Fa parte del Nuovo Circondario Imolese.

## Geografia fisica
Castel San Pietro Terme è un comune situato lungo la storica via Emilia (la cui costruzione si deve agli antichi romani), a circa 20 chilometri ad est di Bologna; il capoluogo è lambito dal torrente Sillaro, che incomincia da qui il suo percorso in pianura e determina il confine tra Emilia e Romagna.
Essendo ai piedi dell'appennino tosco-emiliano, il territorio del comune si presenta in parte pianeggiante, in parte collinare e caratterizzato da vaste aree boschive, calanchi e valli.

## Storia
In età romana esisteva una statio, cioè una postazione di controllo al servizio dei viandanti che percorrevano la via Emilia. Forse era presente un tempietto dedicato alla dea Opi, protettrice dei raccolti. Tra il V e il VI secolo, al tempo del Regno degli Ostrogoti, fu eretta una basilica cristiana con caratteristiche strutturali simili alle chiese ravennati di epoca gota, forse era dedicata al culto ariano.
Il luogo successivamente venne abbandonato. Nell'XI secolo sorse sul sito una piccola chiesa con cimitero annesso dedicata a san Pietro, al servizio dell'insediamento che si era mantenuto sulla strada, il Borgo. Il castrum da cui la città prese il nome fu edificato nel 1199 dai bolognesi, come si evince dalla lapide posta sotto il voltone della torre del Cassero, e si può ipotizzare che abbia preso il nome da questa chiesa già presente. Federico II di Svevia vi soggiornò a più riprese con la sua corte tra il 1220 e il 1222, conferendo tanti privilegi, alcuni dei quali molto importanti, per i florensi di San Giovanni in Fiore. L'iniziativa venne dal podestà di Bologna Orlando de' Rossi, città che, nello stesso periodo, fece edificare numerose fortificazioni a difesa dei propri confini. Il castrum di San Pietro fu posto al confine con il territorio di Imola, all'epoca città ghibellina, mentre Bologna era una città guelfa.
Nel primo quarto del XV secolo il paese ospitò l'antipapa Giovanni XXIII (1370-1419) e la sua corte pontificia; durante il Basso Medioevo Castel San Pietro fu scelto per due periodi come sede provvisoria dell'Università di Bologna, che rimase chiusa, sembra, per gravi intemperanze degli studenti.
Nel 1509 Bologna passò definitivamente sotto lo Stato Pontificio, quindi Castel San Pietro perse la sua funzione militare.
Nel 1859 entrò a far parte del Regno di Sardegna, che divenne, due anni dopo, Regno d'Italia.
Il 17 aprile 1945 Castel San Pietro festeggiò la liberazione dal nazismo ad opera dei soldati del II Corpo d'armata polacco, che in quel giorno entrarono in paese scendendo dall'Appennino romagnolo. Il 19 aprile successivo, sulle colline della frazione Casalecchio dei Conti, si svolse la battaglia di Case Grizzano tra i paracadutisti del gruppo di combattimento "Folgore" ed il I Reggimento paracadutisti tedesco, che aprì la strada alle forze alleate per la liberazione di Bologna. Contemporaneamente, nella parte pianeggiante del territorio comunale, si svolse la Battaglia della Gaiana: dopo due giornate di aspri combattimenti le truppe polacche provenienti dalla Romagna poterono proseguire l'avanzata verso Bologna.
Nel 1959 il comune assunse la nuova denominazione di Castel San Pietro Terme.

### Simboli
Lo stemma è stato riconosciuto con DCG del 23 marzo 1930.
Inizialmente il comune aveva adottato come simbolo proprio la tiara e le chiavi di San Pietro, simbolo dello Stato Pontificio a cui il comune apparteneva. Dopo l'unità d'Italia fu scelto l'emblema adottato nel Medioevo dalla Repubblica di Bologna: il leone con il motto "Libertas".
Il gonfalone, concesso con DPR del 13 novembre 1963, è un drappo partito di giallo e di rosso.

## Monumenti e luoghi d'interesse

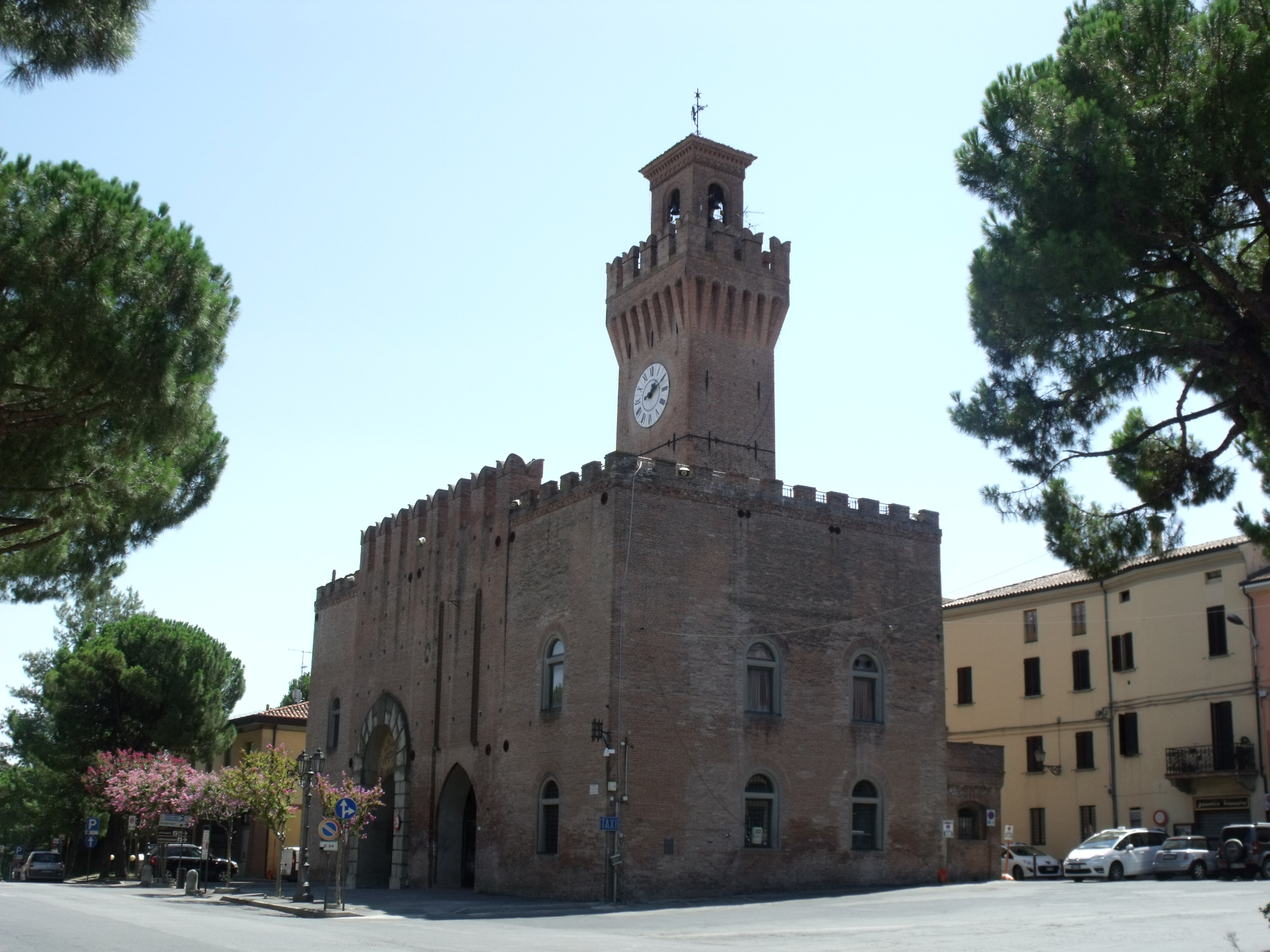
Il Cassero di Castel San Pietro Terme.

### Architetture religiose
- Chiesa di Santa Maria Maggiore. Edificata nel Quattrocento e quasi completamente rifatta nel XVIII secolo[14]
- Chiesa di San Biagio di Poggio
- Chiesa di Santi Re Magi di Gallo Bolognese
- Chiesa di San Mamante di Liano
- Chiesa di San Michele Arcangelo di Casalecchio dei Conti
- Chiesa di Sant'Antonio della Gaiana
- Chiesa di San Giorgio di Varignana
- Chiesa di Santa Maria e San Lorenzo di Varignana
- Chiesa della Madonna del Lato
- Ex chiesa di San Martino di Montecalderaro, distrutta durante la seconda guerra mondiale.

### Architetture militari
- Cassero. Tale fortificazione, da sempre simbolo della città, rappresentava in passato la via di accesso principale al paese ed era posta sul lato del castello prospiciente il borgo. Al suo interno è stato ricavato un piccolo teatro.[15]

### Altro
- Colonna con la Madonna del Fossombrone, al centro della piazza XX settembre, dove si trova il municipio. Edificata su progetto di Gian Giacomo Dotti architetto attivo nel XVIII secolo, dedicata alla Madonna del Rosario patrona della cittadina.[16]

### Terme
In ragione della presenza di fonti di acqua sulfurea e salsobromoiodica, Castel San Pietro è conosciuta come località termale sin dal Medioevo. L'impianto termale entrò in funzione nel 1870.

## Società

### Evoluzione demografica
Abitanti censiti

### Religione
Le parrocchie site nel territorio di Castel San Pietro fanno parte dell'arcidiocesi di Bologna.

Sono sette le chiese più importanti della città, cui si aggiungono quelle situate nelle frazioni.
La comunità cristiana è molto devota alla Madonna del Rosario, che è stata eletta patrona della città. Il 2 giugno 1778 un terremoto devastò le zone limitrofe del paese. Si fecero pubbliche preghiere a Maria e il flagello cessò senza aver arrecato danni alla popolazione del centro abitato. Nel 1779 l'amministrazione comunale si riunì in un consiglio straordinario e propose di eleggere la Madonna del Rosario a propria patrona. Roma confermò l'istanza il 22 aprile 1780. La ricorrenza fu fissata al 7 ottobre.

Nel 1781 fu collocata al centro della piazza Maggiore una statua raffigurante la Vergine, tuttora esistente.

## Cultura

### Istruzione

#### Biblioteche
- Biblioteca di Castel San Pietro Terme[19];
- Biblioteca dei frati Cappuccini[20].

#### Teatri e cinema
Il Teatro Cassero è una sala di 180 posti ricavata all'interno del Cassero, alto edificio in muratura costruito nel XVIII secolo come baluardo difensivo. Offre una stagione di prosa, di teatro comico ed ospita vari laboratori teatrali.
Il Teatro Arena, edificato tra il 1933 e il 1935, si trova a sud del centro storico. Ospita spettacoli estivi all'aperto.
Il Cinema-teatro Jolly è un piccolo teatro con le funzioni di cinema ricavato da una preesistente chiesa nel centro storico.

#### Radio
- Mrc - Media Radio Castellana in AM e web

### Eventi e ricorrenze

#### Feste religiose
- Festa del Crocifisso: è la festa religiosa più importante della comunità castellana, seconda solo alla Pasqua e al Natale. La festa, che si tiene ininterrottamente dal 1629 ogni quinta domenica di Quaresima, è dedicata all'antica immagine del Crocifisso venerata dai castellani fin dal 1543. Nel giorno della Festa la comunità si riunisce in piazza XX Settembre, dove si affaccia il settecentesco santuario del Crocifisso. Si celebra la Messa, poi la sacra immagine viene prelevata dal santuario, dov'è custodita, ed è portata in processione per le vie del centro storico. Sul campanile che domina la piazza centrale è installato un gruppo di 55 campane, che vengono azionate a distanza mediante un'apposita tastiera. Si tratta di un'invenzione di un castellano, Giulio Gollini, realizzata nel 1930. Il giorno di festa si tiene nelle vie della città anche il tradizionale «mercato del Crocifisso»;
- Festa della patrona: il 7 ottobre si festeggia la Beata Vergine del Rosario, patrona della città. Prima del 1995 il giorno del patrono coincideva con la festività dell'Assunzione di Maria, il 15 agosto[22].

#### Settembre Castellano
Nel mese di settembre si tiene una grande kermesse: il "Settembre Castellano". La manifestazione dura tre settimane. Al suo interno si svolgono diversi avvenimenti: su tutti, la "Festa della Braciola" e la "Carrera".
- Carrera autopodistica: si tiene la seconda domenica di settembre; questa gara, che si svolge sin dal 1954[23] e alla quale possono partecipare solo gli abitanti della Città, consiste in una corsa di mezzi a spinta. Il nome è stato ispirato dalla Carrera Panamericana, famosa corsa automobilistica svoltasi dal 1950 al 1954 in America Latina. La mattina si corre la Coppa Terme "Trofeo Giuseppe Raggi" su un percorso di 1 600 metri, con partenza da viale Carducci, discesa lungo il viale delle Terme e arrivo presso lo stabilimento termale. Il pomeriggio è invece la volta della Carrera Autopodistica "Trofeo Maurizio Ragazzi", l'evento clou del Settembre Castellano, il cui percorso si sviluppa nel cuore del centro storico su una distanza di 1 250 metri da percorrere due volte, con partenza e arrivo in Piazza XX Settembre. Le squadre sono composte da un pilota e da quattro "spingitori", ovvero gli atleti che spingono la vettura dandosi il cambio come per una staffetta, mentre nei tratti in discesa lo spingitore sale sulla macchina accovacciandosi dietro al pilota. Nel mese di luglio vengono organizzate prove libere del percorso, di norma effettuate il giovedì sera; la prima domenica di settembre invece vengono svolte le prove di qualificazione ufficiali, in modo da determinare la griglia di partenza delle due gare. Negli ultimi anni sono state organizzate anche la Carrera Rosa, riservata alle donne, la Carrera dei piccoli, dove possono partecipare bambini e ragazzi fino ai 14 anni, e la Carrera "Over", con partecipanti al di sopra dei 35 anni di età.

- Varignana di Notte: si tiene dal 1991 ogni primo fine settimana di settembre nella frazione di Varignana. Evento principale della festa è la Corsa delle carriole, che consiste in una gara tra diverse squadre a staffetta in cui il corridore di turno deve spingere una carriola, con a bordo una persona, lungo un tracciato che si ripete per tre giri, arrivando alla lunghezza totale di circa 1 000 metri. Sono presenti anche uno stand gastronomico e l'evento musicale "Musicaspinta".[24]

## Infrastrutture e trasporti

### Strade
La principale infrastruttura viaria di Castel San Pietro Terme è rappresentata dalla Via Emilia; su di essa sono svolte autocorse in servizio di trasporto pubblico a cura della società TPER che collegano la città alle vicine Bologna e Imola.
Il comune è inoltre servito dall'Autostrada A14 attraverso l'omonimo casello.

### Tranvie e ferrovie
Dal 1885 al 1935 la città disponeva di una stazione e di una fermata della tranvia Bologna-Imola, la quale svolgeva un servizio con trazione a vapore gestito dalla Società Veneta.
Attualmente sono presenti due infrastrutture ferroviarie, la stazione di Castel San Pietro Terme e la fermata di Varignana ubicata nella frazione di Osteria Grande, entrambe lungo la linea Bologna - Ancona. In esse osservano fermata i servizi regionali svolti da Trenitalia Tper nell'ambito del contratto di servizio stipulato con la Regione Emilia-Romagna e alcuni regionali di Trenitalia provenienti da mete non dell'Emilia Romagna.

## Amministrazione

### Elenco dei sindaci
| Primo cittadino     | Partito | Partito                            | Coalizione       | Coalizione       | Mandato         | Mandato         | Elezione      |
| Primo cittadino     | Partito | Partito                            | Coalizione       | Coalizione       | Inizio          | Fine            | Elezione      |
| ------------------- | ------- | ---------------------------------- | ---------------- | ---------------- | --------------- | --------------- | ------------- |
| Aldo Bacchilega     |         | Partito Comunista Italiano         |                  | PCI              | 19 aprile 1945  | 22 gennaio 1951 | -             |
| Enea Dalla Valle    |         | Partito Comunista Italiano         |                  | PCI              | 28 marzo 1951   | 16 marzo 1964   | -             |
| Fernando Sabbioni   |         | Partito Comunista Italiano         |                  | PCI              | marzo 1964      | maggio 1967     | -             |
| Danilo Odorici      |         | Partito Comunista Italiano         |                  | PCI              | 1º giugno 1967  | 29 gennaio 1987 | -             |
| Nerio Scala         |         | Partito Comunista Italiano         |                  | PCI              | 30 gennaio 1987 | 1990            | -             |
| Nerio Scala         |         | Partito Democratico della Sinistra |                  | PDS              | 1990            | 25 aprile 1995  | Elezioni 1990 |
| Graziano Prantoni   |         | Partito Democratico della Sinistra |                  | PDS-PS-AD        | 26 aprile 1995  | 14 giugno 1999  | Elezioni 1995 |
| Graziano Prantoni   |         | Democratici di Sinistra            |                  | DS-Dem-PPI       | 14 giugno 1999  | 14 giugno 2004  | Elezioni 1999 |
| Vincenzo Zacchiroli |         | La Margherita                      |                  | DS-PRC-DL        | 15 giugno 2004  | 8 giugno 2009   | Elezioni 2004 |
| Sara Brunori        |         | Partito Democratico                |                  | PD               | 9 giugno 2009   | 26 maggio 2014  | Elezioni 2009 |
| Fausto Tinti        |         | Partito Democratico                |                  | PD-Lista civica  | 27 maggio 2014  | 26 maggio 2019  | Elezioni 2014 |
| Fausto Tinti        |         | Partito Democratico                | PD-Liste civiche | 27 maggio 2019   | 10 giugno 2024  | Elezioni 2019   |               |
| Francesca Marchetti |         | Partito Democratico                |                  | PD-Liste civiche | 11 giugno 2024  | in carica       | Elezioni 2024 |

### Gemellaggi
- Abbazia
- Bad Salzschlirf
- Casoli[25]
- Laurana
- Draga di Moschiena
- Mattuglie

## Sport

### Pallacanestro
- A.S.D. Magika Pallacanestro;
- A.S.D Pallacanestro 2010;
- Olimpia Basket Castel San Pietro Terme s.s.d. a r.l. (società maschile senior nata nel 2005) attualmente in serie B Interregionale (2024/2025)

### Calcio
- Calcio Castel San Pietro Terme (società calcistica fondata nel 1934 e sciolta nel 2012);
- A.S.D. Libertas Castel San Pietro (società fondata con il nome di «Libertas Sillaro» nel 2007).
- A.C. Osteria Grande (società con sede nell'omonima frazione).